# NSP4 (rotavirus)
El rotavirus proteína no estructural viral NSP4 fue el primer enterotoxina en ser descubierto. El cual provoca diarrea y causa secreción transepitelial dependiente de Ca2+.